# Скотленд (Пенсільванія)
Скотленд (англ. Scotland) — переписна місцевість (CDP) в США, в окрузі Франклін штату Пенсільванія. Населення — 1353 особи (2020).

## Географія
Скотленд розташований за координатами 39°58′11″ пн. ш. 77°35′4″ зх. д. / 39.96972° пн. ш. 77.58444° зх. д. (39.969770, -77.584408).  За даними Бюро перепису населення США в 2010 році переписна місцевість мала площу 2,13 км², уся площа — суходіл.

## Демографія
Згідно з переписом 2010 року, у переписній місцевості мешкало 1395 осіб у 535 домогосподарствах у складі 410 родин. Густота населення становила 654 особи/км².  Було 566 помешкань (265/км²).
Расовий склад населення:
| - 94,2 % — білих - 2,5 % — чорних або афроамериканців - 0,6 % — азіатів - 0,1 % — вихідців з тихоокеанських островів |

До двох чи більше рас належало 1,7 %. Частка іспаномовних становила 1,9 % від усіх жителів.
За віковим діапазоном населення розподілялося таким чином: 25,1 % — особи молодші 18 років, 60,8 % — особи у віці 18—64 років, 14,1 % — особи у віці 65 років та старші. Медіана віку мешканця становила 38,6 року. На 100 осіб жіночої статі у переписній місцевості припадало 99,3 чоловіків;  на 100 жінок у віці від 18 років та старших — 96,1 чоловіків також старших 18 років.
Середній дохід на одне домашнє господарство  становив 72 166 доларів США (медіана — 45 024), а середній дохід на одну сім'ю — 83 087 доларів (медіана — 46 891). За межею бідності перебувало 8,8 % осіб, у тому числі 11,6 % дітей у віці до 18 років та 11,2 % осіб у віці 65 років та старших.
Цивільне працевлаштоване населення становило 482 особи. Основні галузі зайнятості: науковці, спеціалісти, менеджери — 27,6 %, освіта, охорона здоров'я та соціальна допомога — 19,5 %, будівництво — 13,9 %, виробництво — 12,9 %.